# Jan L.A. van de Snepscheut
Johannes Lambertus Adriana (in vakkringen bekend als Jan L.A.) van de Snepscheut (Oosterhout, 12 september 1953 – Pasadena (Californië), 23 februari 1994) was een Nederlands informaticus.

## Levensloop
Van de Snepscheut was net zeventien toen hij in 1970 elektrotechniek ging studeren aan de Technische Hogeschool Eindhoven. Hier studeerde hij in 1977 af bij de wiskundige Frans Kruseman Aretz. Hij vertrok hierna naar de T.H. Twente, maar keerde al na een jaar terug naar Eindhoven. Hij bereidde zijn dissertatie voor onder supervisie van Martin Rem. Hij promoveerde in 1983 op het proefschrift Trace Theory and VLSI Design. De gedrukte uitgave van dit proefschrift was helemaal in het handschrift van de promovendus zelf. Na zijn promotie vertrok hij naar Caltech, waar hij studeerde bij Alain Martin. Hij werkte er onder andere nauw samen met Richard Feynman aan de kwantummechanica van computertechnologie.
In 1984 werd hij benoemd tot hoogleraar aan de Rijksuniversiteit Groningen. Hij aanvaardde zijn ambt met de rede Wij zijn ontwerpers. In 1989 verliet hij deze universiteit om adjunct-hoogleraar te worden aan CalTech. Hier schreef hij zijn meest geprezen werk What computing is all about. In zijn necrologie omschreef Edsger W. Dijkstra het boek als: an absolute treasure, strongly reflecting both his excitement as a scientist and his dedication as an educator. Van de Snepscheut is de bedenker van het bon mot: In theory, there is no difference between theory and practice. But, in practice, there is, dat veel op internet wordt geciteerd.

## Werk
Van de Snepscheut heeft zich met vrijwel alle aspecten van computerontwerp beziggehouden, van gestructureerde softwareprogramma's tot het ontwerp van hardware. Van de Snepscheut studeerde af op een doctoraalscriptie waarin de wetenschappelijke beredenering en de tekst van een gestructureerde compiler, een vertaalprogramma dat bronprogrammatuur omzet in gelijkwaardige doelprogrammatuur, werd gegeven. Vooral de foutafhandeling van deze compiler werd als nieuw en efficiënt beschouwd.
In zijn proefschrift Trace Theory and VLSI Design ontwierp Van de Snepscheut een nieuwe stijl van gedistribueerd programmeren die heeft gediend als basis voor het ontwerp van VLSI-chips (very-large-scale integration chips - een voor die tijd nieuwe generatie chips die gemaakt werd vanaf ongeveer 1975). In zijn proefschrift ontwierp hij ook een generator voor foutafhandelings-parsers (een parser is software die invoer volgens een bepaalde grammatica ontleedt) en een elegant algoritme dat minimalisering van eindigetoestandsautomaten mogelijk maakte. Hij is mede-oprichter van twee ondernemingen waarin besturingssystemen op basis van microprocessoren werden gemaakt. Hij hield zich daarbij zowel bezig met software- als hardwareontwerp. Hij heeft zich ten slotte nog op meerdere terreinen van de theoretische informatica verdienstelijk gemaakt, waaronder in de tralietheorie. Zijn boek What is Computing all about toont zijn veelzijdigheid als informaticus en wordt beschouwd als zijn magnum opus.

## Dood
Op 23 februari 1994 viel van de Snepscheut zijn slapende vrouw Terre aan met een bijl. Vervolgens stak hij hun huis in brand en stierf terwijl het om hem heen brandde. Terre en hun drie kinderen ontsnapten uit hun brandende huis.

## Afzonderlijke publicaties
- Trace Theory and VLSI Design (Diss. Eindhoven), 1983; in 1985 uitgegeven door Springer in de serie Lecture Notes in Computer Science, deel 200
- Wij zijn ontwerpers (Inaugurele rede Groningen), 1985
- Mathematics of program construction. 375th anniversary of the Groningen University. International conference, Groningen, The Netherlands, June 26 - 30, 1989; proceedings (Serie: Lecture Notes in Computer Science, deel 375), Berlijn: Springer 1989 (onder redactie van J.L.A. van de Snepscheut)
- What computing is all about, New York: Springer Verlag 1993